# Borki Predojević
Borki Predojević (Teslić, 6 d'abril de 1987), és un jugador d'escacs bosnià, que té el títol de Gran Mestre des de 2004. Ha estat el més jove jugador de la història del seu país en assolir aquest títol.
A la llista d'Elo de la FIDE de desembre de 2014, hi tenia un Elo de 2610 punts, cosa que en feia el jugador número 1 (en actiu) de Bòsnia i Hercegovina, i el 200è millor jugador al rànquing mundial. El seu màxim Elo va ser de 2654 punts, a la llista de setembre de 2009 (posició 85 al rànquing mundial).

## Resultats destacats en competició
Predojević fou Campió d'Europa Sub-12 el 1999 i Sub-14 el 2001. Va guanyar també el Campionat del món Sub-16 el 2003, a Halkidiki.
Obtingué el títol de Gran Mestre als 17 anys, mercès a la seva performance a l'Olimpíada d'escacs de 2004, que li comportà la tercera i definitiva norma.
El 2007 fou subcampió de Bòsnia i Hercegovina, rere Predrag Nikolić També el 2007, fou 2n al super-torneig "Bòsnia", a Sarajevo, on hi puntuà (+2 -1 =7), rere el campió Serguei Movsessian i per davant d'Ivan Sokolov i Aleksandr Morozévitx.
El 2009 empatà als llocs 1r-4t (i guanyà el torneig per desempat), a la 24a edició del Torneig d'escacs Acropolis.
El 2011, empatà als llocs 2n–4t amb Hrant Melkumian i Mircea Pârligras al 41è Torneig Internacional Bòsnia a Sarajevo (el campió fou Baadur Jobava;